# Île de la Tortue (colonie française)
Pour les articles homonymes, voir Île de la Tortue (homonymie).
1629–1804
Entités précédentes :
- Monarchie catholique espagnole

Entités suivantes :
- Haïti

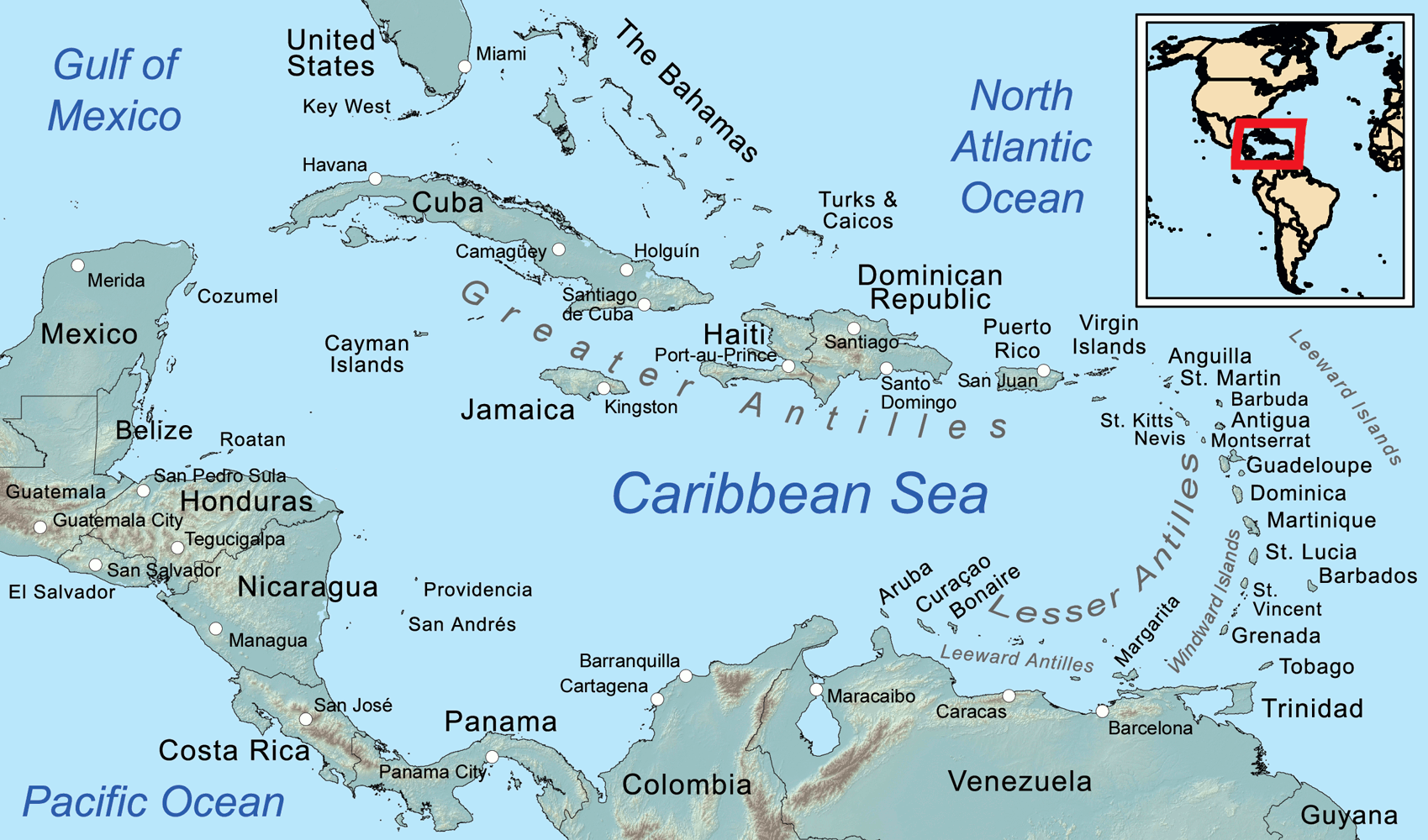
Espace caraïbe.

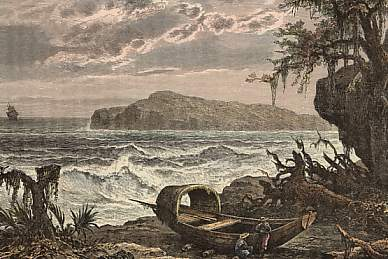
Gravure du XVIIIe siècle représentant l'île de la tortue vue de l'embouchure des 3 rivières.

L'île de la Tortue est nommée ainsi parce que les Espagnols l'avait baptisée « Tortuga de mar » (« Tortue de mer ») du fait de sa forme. Elle est le premier territoire de Saint Domingue colonisé par la France, les Espagnols étant fortement présents sur l'île principale (Hispaniola), et faiblement présents sur la Tortue. L'histoire coloniale de la Tortue comporte deux grandes périodes, les XVIIe et XVIIIe siècles. Le XVIIe siècle est l'âge d'or de la flibuste dont la Tortue devient la capitale régionale. Le XVIIIe siècle est marqué par un déclin relatif, face à la Grande Île devenue française par le traité de Ryswick en 1697. L'île de la Tortue sert alors surtout de refuge pour la qualité de son climat réputé sain, et pour sa sécurité lors de la période révolutionnaire haïtienne (c'est là que Charles Victoire Emmanuel Leclerc décède en 1802).
La période de la flibuste verra se constituer une société européenne comprenant des Anglais, des Français et des Hollandais. Ils adopteront une organisation sociale de type républicaine les « frères de la côte », qui comportera un embryon de « sécurité sociale » pour les blessures reçues au combat. Cette société restera soudée malgré les affrontements des puissances nationales de « tutelle ». À la fin du XVIIe siècle la flibuste déclinante s'installera en Jamaïque à Port Royal (Kingston) et à Nassau aux Bahamas (New Providence), elle sera alors dominée par des Anglais comme Henry Morgan.

## L'établissement de la colonie
Le 6 décembre 1492, Christophe Colomb et son équipage sont les premiers Européens à découvrir l'île de la Tortue, alors qu'ils établissent une colonie sur Hispaniola (la grande île) juste en face. Au début du XVIIe siècle, peu d'Espagnols sont établis sur l'île de la Tortue, ils cultivent le tabac au sud depuis 1598. À l'Est les côtes de l'île sont inhospitalières (Côtes-de-Fer), alors qu'à l'Ouest, elles sont abritées et présentent des mouillages accessibles entre des bancs de coraux et le littoral. Au XVIIe siècle l'île est située non loin des voies de commerce de l'Espagne avec ses colonies, une position stratégique pour les futurs flibustiers. Dès 1620 le capitaine Charles Fleury, naguère associé au pirate Jacques Barc aborde sur les côtes de Saint Domingue en compagnie des corsaires capitaine Lucifer, d'un anglais Arthur Guy et de Messieurs de Montreuil et de Saint-Georges. C'est en 1629 qu'une équipe envoyée ou menée par Pierre Belain d'Esnambuc colonise la Tortue, en expulsant les Espagnols.

### Un port naturel
Au Sud-Est de l'île il existe une rade naturelle d'environ 700 m sur 400 m délimitée par des bancs de coraux et le littoral, avec 11 m de profondeur. Il existe deux passes, l'une de 150 m au sud avec 5 m de tirant d'eau (entrée) et l'autre de 75 m au nord avec 3 m de tirant d'eau (sortie pour moins de 100 tx). C'est là que se sont établis les premiers colons avec un village nommé « Basse terre ». Une seconde rade plus petite existe à 2 km à l'ouest, avec le village de Cayonne (port Vincent). Cette rade naturelle est protégée des cyclones qui traversent la mer des Antilles d'est en ouest entre juillet et octobre. C'est cette rade, le littoral situé entre Basse terre et Cayonne et les hauteurs en surplomb qui vont abriter la capitale pirate de la première république, celle des « frères de la côte ».

### Des ressources forestières
La Tortue possédait alors une ressource de valeur, le bois de brésilet (Paubrasilia echinata, Pernambouc), dont on extrayait une teinture rouge pour les étoffes. On y trouvait aussi l'arbre à chandelles (Morella cerifera), une espèce d'arbuste de la famille des Myricacées dont les baies donnent une cire utilisée dans la fabrication des chandelles qui, une fois allumées, brûlent avec une flamme aussi claire que celle d'une bougie.

### Des ressources en viande et terres cultivables
En face de la Tortue, se trouve la partie occidentale de l'île d'Hispaniola, abandonnée par les Espagnols depuis 1605, parce qu'impossible à défendre des razzias venus de la mer. Elle héberge de nombreux bœufs retournés à l'état sauvage et d'autres gibiers en abondance, mais cette « terre ferme » est surveillée par les Espagnols.
Il est plus sûr pour ceux que l'on va appeler les boucaniers de s'établir sur la Tortue et d'y préparer la viande par fumage. 
Les boucaniers sont principalement Français, qui font commerce avec les vaisseaux de passage, ceux qui rallient les colonies espagnoles, du moins jusqu'à l'établissement de la flibuste.
Au Sud de l'île, il y a suffisamment de terres pour cultiver le tabac, autre approvisionnement nécessaire aux bateaux. C'est la première activité des quelques Espagnols présents.

### L'expulsion de Saint Christophe (St. Kitts) et autres îles
L'île Saint-Christophe est la première colonie française aux Antilles, partagée pacifiquement avec des Anglais. Le tabac y est cultivé par la compagnie de Saint Christophe qui deviendra la Compagnie des îles d'Amérique. Cette île a joué un rôle de relais entre la métropole et les nouvelles colonies des Antilles. 
En 1625, Pierre Belain d'Esnambuc part de Dieppe (France) avec Urbain du Roissey sieur de Chardonville et arrive dans l'île de Saint Christophe à bord d'un brigantin de quatre canons et 40 hommes; ils y trouvent 80 Français, rescapés d'une expédition en Guyane conduite par le Lyonnais Chantail, qui avaient trouvé refuge dans l'île l'année précédente. En 1626, d'Esnambuc soutenu par le cardinal de Richelieu crée la Compagnie de Saint-Christophe. En 1629, une flotte espagnole commandée par Don Fabrique de Toledo s'empare de Saint Christophe. Les quatre cents Français présents s'embarquent et se dispersent à Saint Martin, Antigue, Saint-Barthélemy (Antilles françaises), Montserrat, et la Tortue (une quarantaine avec Esnambuc). À leur arrivée, les Français chassent les quelques Espagnols de la Tortue et s'installent à Basse terre. Esnambuc retournera à Saint Christophe d'où il partira plus tard occuper d'autres îles des Antilles (La Martinique notamment).
De la même manière que les Espagnols ont tenté d'expulser les Français et les Anglais de Saint Christophe, ils expulsent les Anglais de Niévès. Une bonne partie d'entre eux se rendront à la Tortue pour y cultiver le tabac. Des Hollandais, chassés de l'île Sainte Croix arrivent aussi à la Tortue.

## XVIIesiècle: Boucaniers, corsaires, flibustiers et pirates

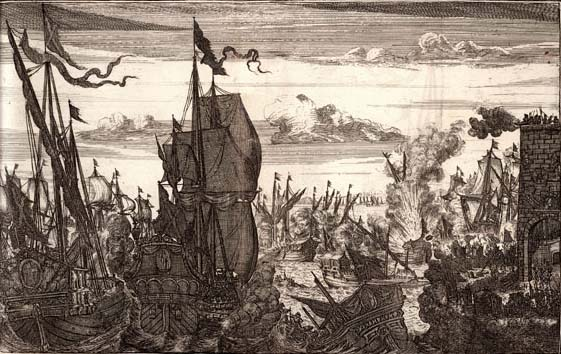
Henry Morgan détruit la flotte espagnole à Maracaibo, Venezuela (1666).

Les grandes Antilles sont à la fois des routes maritimes entre les colonies espagnoles et l'Europe, et des points d'approvisionnement en vivres. Comme les puissances européennes concurrentes de l'Espagne, principalement la France, l'Angleterre et la Hollande, n'ont pas leur part du « gâteau » sud-américain, elles favorisent le développement de la flibuste qui est principalement orientée vers le pillage du commerce espagnol. La rade de Basse-Terre et son point d'appui le fort de Rocher deviennent le point de ralliement principal des flibustiers. Des marchands et des tavernes s'y établissent aussi, la Tortue devient l'entrepôt des flibustiers et le lieu de tous les échanges. L'esclavage y existe entre Européens.
Le mot flibustier apparaît en français pour la première fois dans les années 1630 sous la forme « fribustier », du contact des aventuriers français avec les corsaires hollandais et zélandais, en néerlandais les « vrijbuiter » : « libre faiseur de butin ». On estime qu'il y aura jusqu'à 1 500 flibustiers actifs, définis comme suit en 1677 par Monsieur de Pouancey qui était l'un d'eux « Il y a encore ici plus d'un millier de ces hommes qu'on appelle flibustiers… Ils ne vont en descentes sur les Espagnols et en courses que pour avoir de quoi venir boire et manger au Petit-Goâve et à la Tortue, et n'en partent jamais tant qu'il y a du vin ou qu'ils ont de l'argent ou des marchandises ou crédit pour en avoir. Après quoi ils font choix du capitaine ou bâtiment qui leur convient le mieux, sans en épouser aucun, car ils n'embarquent que pour huit jours de vivres ordinairement. Ils quittent partout où il leur plaît ; ils obéissent très mal en ce qui concerne le service du vaisseau, s'estimant tous chefs, mais très bien dans une entreprise et exécution contre l'ennemi. Chacun a ses armes, sa poudre et ses balles. Leurs vaisseaux sont ordinairement de peu de force et mal équipés et ils n'ont proprement que ceux qu'ils prennent sur les Espagnols ».
Outre la course en mer, les flibustiers organiseront à partir de la Tortue des expéditions contre des villes. Les opérations les plus connues sont le pillage de Maracaibo en 1666 et l'expédition de Panama avec la prise de Campeche et Guayaquil en 1685. 

### Les gouverneurs principaux
- En 1640 : le huguenot François Levasseur prend le contrôle de l'île pour le roi de France Louis XIII, avec le titre de gouverneur. C'est lui, ancien ingénieur militaire, qui fait édifier le premier point d'appui, le Fort de La Roche (ou fort de Rocher, ou fort La Rochelle, ou encore fort Levasseur), puis fort du Saint-Sacrement. Il fera venir des centaines de prostituées européennes pour mettre fin aux unions homosexuelles, dérivées du « matelotage », une tradition au sein des pirates et boucaniers.
- En 1665, Louis XIV nomma Bertrand d'Ogeron de La Bouëre[2] nouveau gouverneur « de l'isle de la Tortue et Coste Saint Domingue ». D'Ogeron avait mené la vie de boucanier sur la côte à Petit-Goâve et celle de planteur à Léogâne et à Port-Margot. Il contribua au peuplement de Saint Domingue en assurant le transport de centaines d'engagés, qui en échange du voyage devaient travailler 3 ans (on les appelait les « 36 mois »). Il vendra aux enchères, aux flibustiers et aux boucaniers, des femmes qu'il a fait venir d'Europe.
- En 1683, Pierre-Paul Tarin de Cussy prend la charge d'exécuter les instructions de Louis XIV de réduire la flibuste jugée trop turbulente et gênante pour les manœuvres diplomatiques de la France en Europe. Mais jusqu'à 1691 celui-ci continuera à délivrer des « lettres de course » et à organiser des expéditions de pillage (Saint Yague).

Cette période de la flibuste connaît une amorce de déclin avec la trêve de Ratisbonne (1684). Mais la guerre de la Ligue d'Augsbourg (guerre de 9 ans) qui suit relance son activité. L'expansion de la flibuste ne sera vraiment entravée qu'à la suite de la conclusion de cette guerre par le traité de Ryswick en 1697. Le rôle principal à Saint Domingue sera transféré à la ville du Cap Français créée en 1674 sur la grande île d'Hispaniola en face.

### Le fort de La Roche

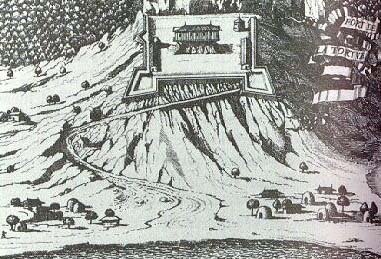
Fort de La Roche par Alexandre-Olivier Oexmelin en 1678.

En 1640, François Levasseur fait construire au-dessus de Basse terre (environ 700 m) le Fort de La Roche qui peut abriter 300 hommes et 24 canons. Une grotte permet de stocker des vivres et munitions, une source fournit l'eau nécessaire. Il est situé à 20° 00′ N, 72° 42′ O des traces sont encore visibles aujourd'hui. Il a été bâti avec une structure en étoile et 2 redans, des terrasses permettaient de protéger des hommes supplémentaires. Après l'assassinat de Levasseur en 1652 pour des raisons présumées à la fois de femme et religieuses, le fort est renommé fort du Saint Sacrement.
Le fort va résister à toutes les attaques, dont une Espagnole avec 800 hommes (dixit Alexandre-Olivier Exquemelin), et une Anglaise en 1648.

### Les « frères de la côte »

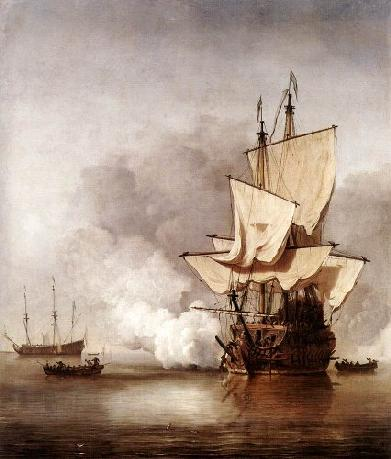
Le coup de canon de W. van de Velde (1670).

Les flibustiers, boucaniers et autres marchands constituent rapidement une société organisée sous le nom de « frères de la côte ». Il s'agit pour l'époque d'une organisation sociale quasi républicaine. Les frères de la côte sont égaux entre eux, il n'y a pas de préjugés raciaux, ni sexuels (homosexualité et plus tard des femmes capitaine), pas de propriété individuelle de la terre. Les capitaines sont élus et révocables, la sécurité entre les membres est garantie et il existe une forme de « sécurité sociale ». L'accord de « Chasse-Partie » qui règle à chaque opération le partage du butin, prévoit une part pour indemniser les blessés. Une fois ce contrat signé les membres de l’équipage s’associent deux à deux en vue de s’entraider en cas de maladie ou de blessure. Ce « matelotage » comporte aussi un testament dans lequel celui qui décède donne tous ses biens à son compagnon. Le matelotage s'accompagne parfois d'unions homosexuelles. Le code était le suivant :
- pour la perte d'un œil : 100 écus ou un esclave ;
- pour la perte des deux : 600 écus ou six esclaves ;
- pour la perte de la main droite ou du bras droit : 200 écus ou deux esclaves ;
- pour la perte d'un doigt ou d'une oreille : 100 écus ou un esclave ;
- pour la perte d'un pied ou d'une jambe : 200 écus ou deux esclaves ;
- pour la perte des deux : 600 écus ou six esclaves.

Il est à noter que les esclaves étaient en général des prisonniers qui pour l'essentiel étaient européens (Espagnols, marins, etc.). L'esclave était également le premier grade d'une forme de noviciat qui pouvait durer assez longtemps. Des esclaves noirs récupérés sur les navires de traite espagnols ou portugais étaient parfois revendus, parfois intégrés à la communauté ou libéré dans l'île (marronnage). Pour faire face à l'homosexualité, il est fait venir à plusieurs reprises des prostituées d'Europe (en plus des femmes prises en course).
En cas de conflit, un conseil de "sages", constitué des plus expérimentés statuait au cas par cas. Certains auteurs voient une influence des templiers caractérisée par l'écriture cryptographique utilisée pour les plans des caches de butin.

### Corsaires et pirates de la Tortue

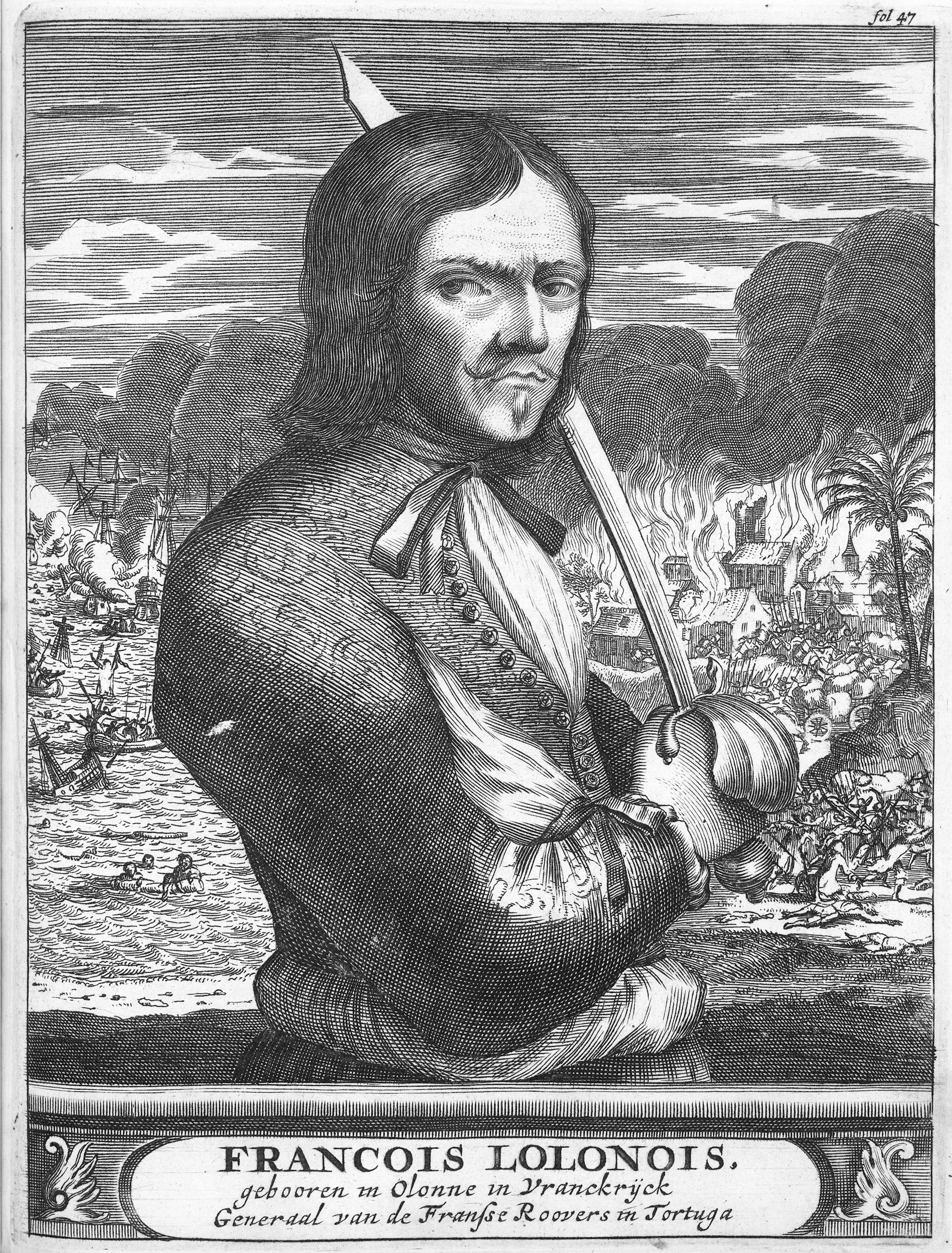
François l'Olonnais par Alexandre-Olivier Exquemelin (1678).

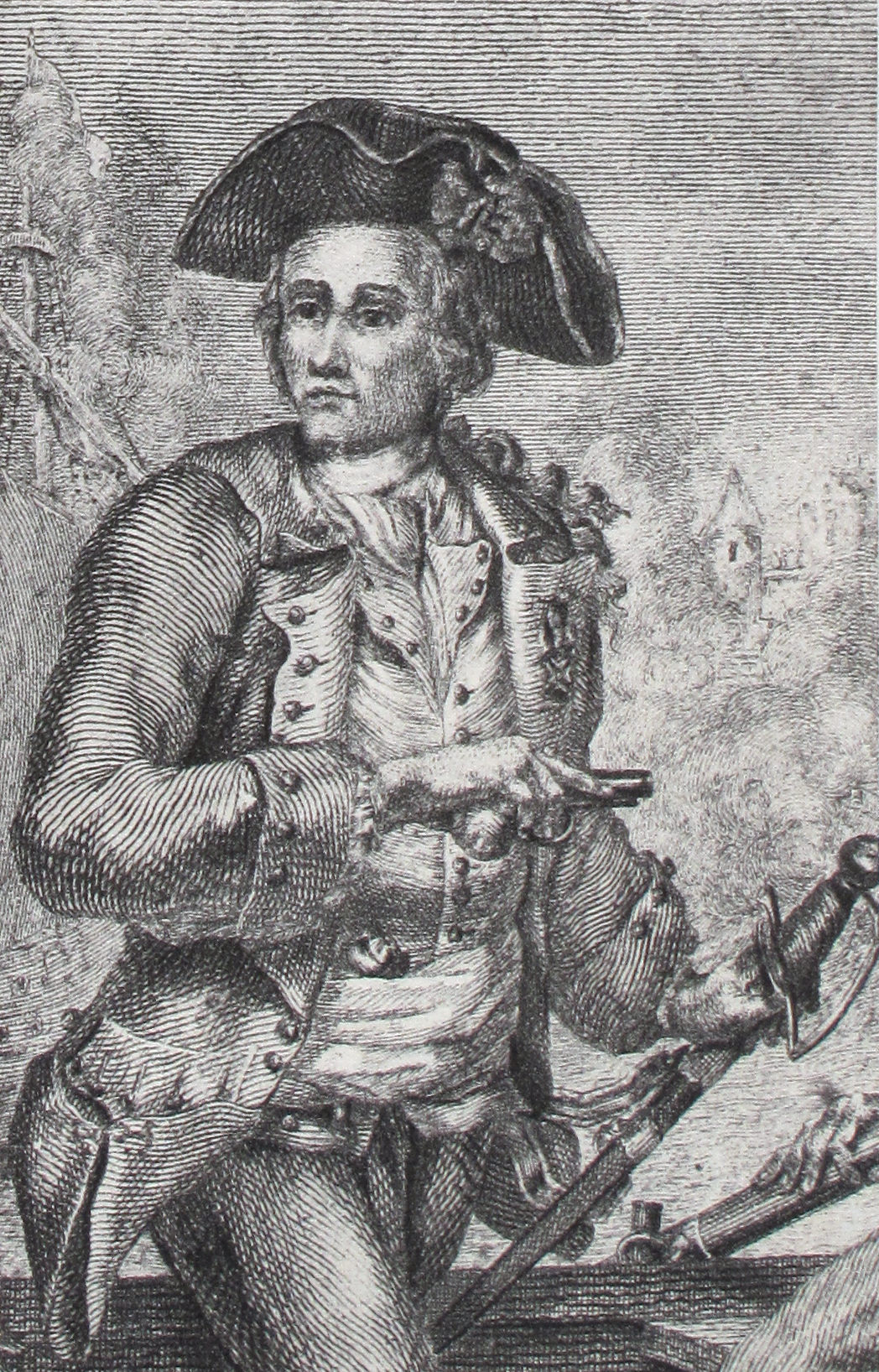
Jacques Cassard.

Les plus connus des corsaires et pirates ayant eu la Tortue comme port d'attache sont les suivants :
- Michel le Basque, Français
- Montauban le Bordelais, Français
- Roc Brasiliano, Hollandais
- Jacques Cassard, Français
- Jean-Baptiste du Casse
- Alexandre-Olivier Exquemelin, Français
- Laurent de Graff
- Pierre le Grand, le dieppois, Français
- Michel de Grandmont, Français
- Raveneau de Lussan, Français
- Daniel Monbars dit l'Exterminateur, Français
- Henry Morgan, Anglais
- François l'Olonnais, Français
- Jean Quet, Français
- Alexis de Segovia, Espagnol
- François Trébutor, Français
- Nicolaes Van Hoorn, Hollandais.

### Les huguenots dans la flibuste
En 1493, la bulle pontificale Inter Coetera II du pape Alexandre VI réserve les terres d'Amériques découvertes par les Espagnols et les Portugais à ces pays : « Nous défendons à tous autres, sous peine d'excommunication, de s'y rendre et d'y faire commerce sans notre permission ». Bien que François Ier conteste, il y a un risque sérieux qui est plus facilement pris par les huguenots. D'autant que le « nouveau monde » se présente comme une opportunité pour la réforme protestante. L'amiral Gaspard II de Coligny, ministre de Charles IX, commence à proposer à des corsaires des « lettres de course » en contrepartie d'une contribution à la cause protestante. Ces lettres sont sans ambigüité « Faire la guerre, courir sus et endommager les ennemys et adversaires de la religion réformée sur tous vaisseaux et sur toutes nations indifféremment ». Les Espagnols vont considérer les corsaires français comme des protestants. Gaspard de Coligny sera tué à l'occasion de la Saint Barthélémy. En 1586, Francis Drake met à sac ce qui est alors la colonie espagnole de Saint-Domingue. Vers 1640, François Levasseur tente de faire des « frères de la côte » une quasi république huguenote. Les Huguenots vont fonder, par ailleurs, la colonie de la Floride française, qui fut un territoire colonial éphémère au XVIe siècle.

## XVIIIesiècle: Plantations

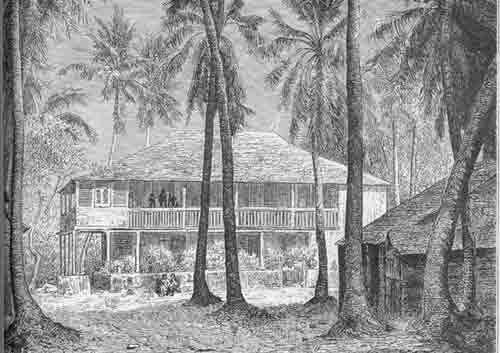
Habitation à Saint Domingue (XVIIIe siècle), dessin de G. Vuillier.

Au terme d'un XVIIe siècle de sang et de feu, la Tortue s'assagit. Les centres de la flibuste se déplacent pour laisser la place au développement de l'économie de Saint-Domingue qui deviendra le « grenier à sucre » de l'Europe. Ses exportations dépasseront en valeur celle de l'Amérique proche. 
En 1770, la famille de César Gabriel de Choiseul-Praslin devient propriétaire de l'île et relance les plantations de tabac. À partir de 1791, à la suite des révoltes d'esclaves dans le nord de Saint-Domingue, des centaines de colons s'installent à la Tortue.
La Tortue sera peu à peu oubliée si ce n'est pour la qualité de son climat et l'absence de fièvre jaune. En 1802, le général Leclerc malade, s'y réfugie, et y meurt. C'est par elle qu'est arrivée la colonisation de Saint-Domingue. Avec l'indépendance de Saint-Domingue devenue Haïti, la Tortue va sombrer dans l'oubli, elle appartient au cycle européen de l'histoire, notamment dans sa dimension maritime.

## La Tortue et la fiction
Nul lieu n'a plus de légendes de trésors arrachés aux galions que cette île. L'île de la Tortue est omniprésente dans la littérature et le cinéma sur les « pirates », comme un lieu de dépravation où se retrouvent les pirates même si pourtant, ce ne fut pas une île de pirates mais un bastion de flibustiers.

### Littérature
- Michel Ragon, Le Marin des sables, Albin Michel, 1987, Livre de Poche, 1990, De nombreux passages du roman se déroulent à l'Île de la Tortue.
- Howard Pyle's Book of Pirates, 1903, Dodo Press, (7 mars 2008)  (ISBN 978-1-4065-6450-1). Le chapitre 1 se passe à la Tortue.
- Frantz Funck-Brentano, L'Ile de la Tortue - La grande Légende de la Mer, éditions la Renaissance du Livre, 1929, ASIN: B0000DVC2W.
- Barbe-Rouge, série de bande dessinée, l'Île de la Tortue apparaît dans plusieurs albums : 
  - Épisode 11 Mort ou vif, scénario de Jean-Michel Charlier et dessin de Victor Hubinon, éditions Dargaud, 1970 ;
  - Épisode 15 Le Pirate dans visage, scénario de Jean-Michel Charlier et dessin de Victor Hubinon, éditions Dargaud, 1972 ;
  - Épisode 20 L'Île des vaisseaux perdus, scénario de Jean-Michel Charlier et dessin de Jijé et Lorg, éditions Fleurus, 1980 ;
  - Épisode 29 À nous la Tortue, scénario de Jean Ollivier et dessin de Christian Gaty, éditions Dargaud, 1995 ;
  - Épisode 30 L'Or et la gloire, scénario de Jean Ollivier et dessin de Christian Gaty, éditions Dargaud, 1996 ;
  - Épisode 31 La Guerre des pirates, scénario de Jean Ollivier et dessin de Christian Gaty, éditions Dargaud, 1997.
- La Jeunesse Barbe-Rouge, série de bande dessinée dérivée de la précédente, scénario de Christian Perrissin et dessin de Daniel Redondo, éditions Dargaud, l'Île de la Tortue apparaît un album :
  - Épisode 4 L'Île Du Démon Rouge, 1999.
- Tortuga, bande dessinée en 2 tomes, scénario de Sébastien Viozat et dessin d'Antoine Brivet, éditions Ankama, 2010-2012.

### Cinéma
- Capitaine Blood de Michael Curtiz (1935).
- Les Naufragés de l'île de la Tortue de Jacques Rozier (1974).
- Le Corsaire noir (film, 1976)
- Pirates de Roman Polanski (1986) s'inspire de l'histoire de la flibuste.
- Pirates des Caraïbes de Gore Verbinski, 3 épisodes (2003, 2006, 2007).

### Télévision
- Famille Pirate, série télévisée d'animation créée par Stéphane Bernasconi, Béatrice Marthouret, Yves Coulon et Fabrice Parme (1998–2004).